# آبشار پیکارا
آبشار پیکارا (به انگلیسی: Pykara) آبشاری است که در هند واقع شده و ارتفاع کلی ریزشگاه آن ۶۱ است.